# Émeute ethnique
 (février 2009).
Si vous disposez d'ouvrages ou d'articles de référence ou si vous connaissez des sites web de qualité traitant du thème abordé ici, merci de compléter l'article en donnant les références utiles à sa vérifiabilité et en les liant à la section « Notes et références ».
Une émeute ethnique (appelée également émeute raciale, traduction littérale de l'anglais race riot) est un conflit qui a comme origine les tensions entre différents groupes ethniques. Cette forme de violence, qui est fréquemment un phénomène urbain, a provoqué de nombreux affrontements, surtout aux États-Unis[réf. nécessaire].

## Exemples

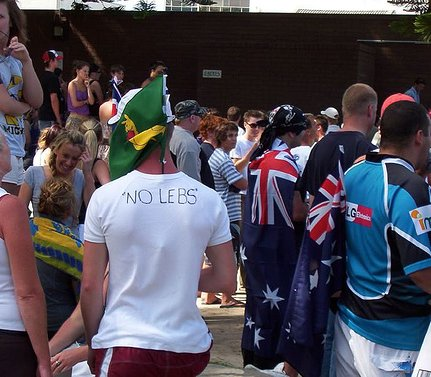
Manifestants australiens couverts du drapeau national ou d'inscriptions « No Lebs » (« pas de Libanais »)

### Émeutes ethniques en Europe
- En juin 1881, les vêpres marseillaises, une véritable « chasse aux Italiens » est organisée durant trois jours, qui fait trois morts et vingt-et-un blessés.
- En avril 1981 et septembre 1985, Brixton au Royaume-Uni fut la scène de race riots (émeutes selon l'appartenance ethnique) qui firent plusieurs centaines de blessés graves[1].

### Australie
- Les émeutes de Cronulla : le 11 décembre 2005, de violentes émeutes se sont produites dans la banlieue de Sydney en Australie lors d'une manifestation identitaire. Les violences ont d'abord été signalées à Cronulla puis se sont répandues dans la périphérie de Sydney[réf. nécessaire].

### États-Unis
En juillet 1919, à Chicago, des émeutes éclatent après la noyade d’un jeune noir : elles durent 13 jours, font 38 morts, 537 blessés et des centaines de sans-abri.
Du 11 au 17 août 1965 à Los Angeles, une révolte au sein d'un quartier populaire crée de nombreux affrontements entre les habitants et les forces de l'ordre.